# Shantaram
Shantaram – powieść Australijczyka Gregory’ego Davida Robertsa, który skazany za napad na bank, uciekł z australijskiego więzienia, przeżył 10 lat w Indiach, zajmując się handlem narkotykami, fałszowaniem paszportów i uczestnicząc w wojnie w Afganistanie. Swoje przeżycia opisał w autobiograficznej książce. Powieść w oryginale (w języku angielskim) została wydana w 2003 roku, polskie tłumaczenie Maciejki Mazan w 2008. Pozycja została wydana przez wydawnictwo Marginesy, zawiera 800 stron.
Mira Nair i Peter Weir mieli nakręcić film Shantaram, w którym głównego bohatera miał zagrać Johnny Depp. W listopadzie 2007 zapowiedziano, że produkcja rozpocznie się w październiku 2008 r., jednak w listopadzie 2009 r. brytyjska gazeta „The Independent” podała, że projekt został „odłożony na półkę”.

## Fabuła powieści
Shantaram to powieść zainspirowana prawdziwymi wydarzeniami z życia autora – Gregory’ego Davida Robertsa. W 1978 Roberts został skazany na 19 lat pozbawienia wolności w Australii, po tym jak dokonał serii napadów na australijskie banki i sklepy. Przestępstwa, których dopuścił się Roberts, miały mu pomóc w zaspokajaniu uzależnienia od heroiny, w które popadł po rozpadzie jego małżeństwa. W lipcu 1980 r. Roberts uciekł z więzienia Pentridge Victoria’s, stając się jednym z najbardziej poszukiwanych ludzi w Australii przez następne dziesięć lat.
Powieść została sporządzona w formie pamiętnika. Główny bohater przybywa do Mumbaju. Chociaż Indie mają być tylko krótkim przystankiem w podróży z Nowej Zelandii do Niemiec, decyduje się zostać tu na dłużej. Wkrótce poznaje lokalnego naganiacza – Prabakera, którego zatrudnia jako przewodnika, i za namową którego przyjmuje imię Lin (od Lindsay – imienia z fałszywego nowozelandzkiego paszportu). Znajomość ta szybko przeradza się w przyjaźń, która daje początek wielu przygodom głównego bohatera. Obaj odbywają podróż do rodzinnej wioski Prabakera, gdzie matka Prabakera nadaje Linowi nowe imię – Shantaram – „Boży Pokój”. W drodze powrotnej do Mumbaju Lin zostaje okradziony, w wyniku czego zmuszony jest przenieść się do mumbajskich slumsów. Powieść ukazuje życie w Mumbaju: losy cudzoziemców o zróżnicowanym pochodzeniu, jak również miejscowych Indusów.
Lin zakochuje się w tajemniczej Karli, Amerykance szwajcarskiego pochodzenia, która długo nie potrafi odwzajemnić tego uczucia. Na skutek intrygi ląduje w mumbajskim Arthur’s Road – więzieniu o zaostrzonym rygorze, w którym doznaje wiele bólu i upokorzenia. Po wyjściu z więzienia zostaje zwerbowany przez mafię i bierze udział w handlu walutami, a z czasem podrabianymi paszportami i innymi dokumentami. Zaprzyjaźnia się z lokalnymi artystami i aktorami. Trafia również do Afganistanu, przemycając m.in. broń na wojnę z Rosjanami.
Nie jest to typowa narracja książki przygodowej, zawiera wiele wątków filozoficznych i quasi-psychologicznych.

## Postacie występujące w powieści
- Lindsay Ford znany też jako Linbaba / Shantaram / Gilbert Parker
- Prabaker Kishan Kharre / Prabu
- Karla Saaranen
- Abdel Khader Khan / Khader Bhai
- Abdullah Taheri
- Khaled Ansari
- Nazeer
- Didier Levy
- Vikram Patel
- Lisa Carter
- Sebastian Modena
- Maurizio
- Ulla, Kavita & Letitia
- Madame Zhou